# Distretto di Serdar
Il distretto di Serdar è un distretto del Turkmenistan situato nella provincia di Balkan. Ha per capoluogo la città di Serdar.